# Teichos Dymaion

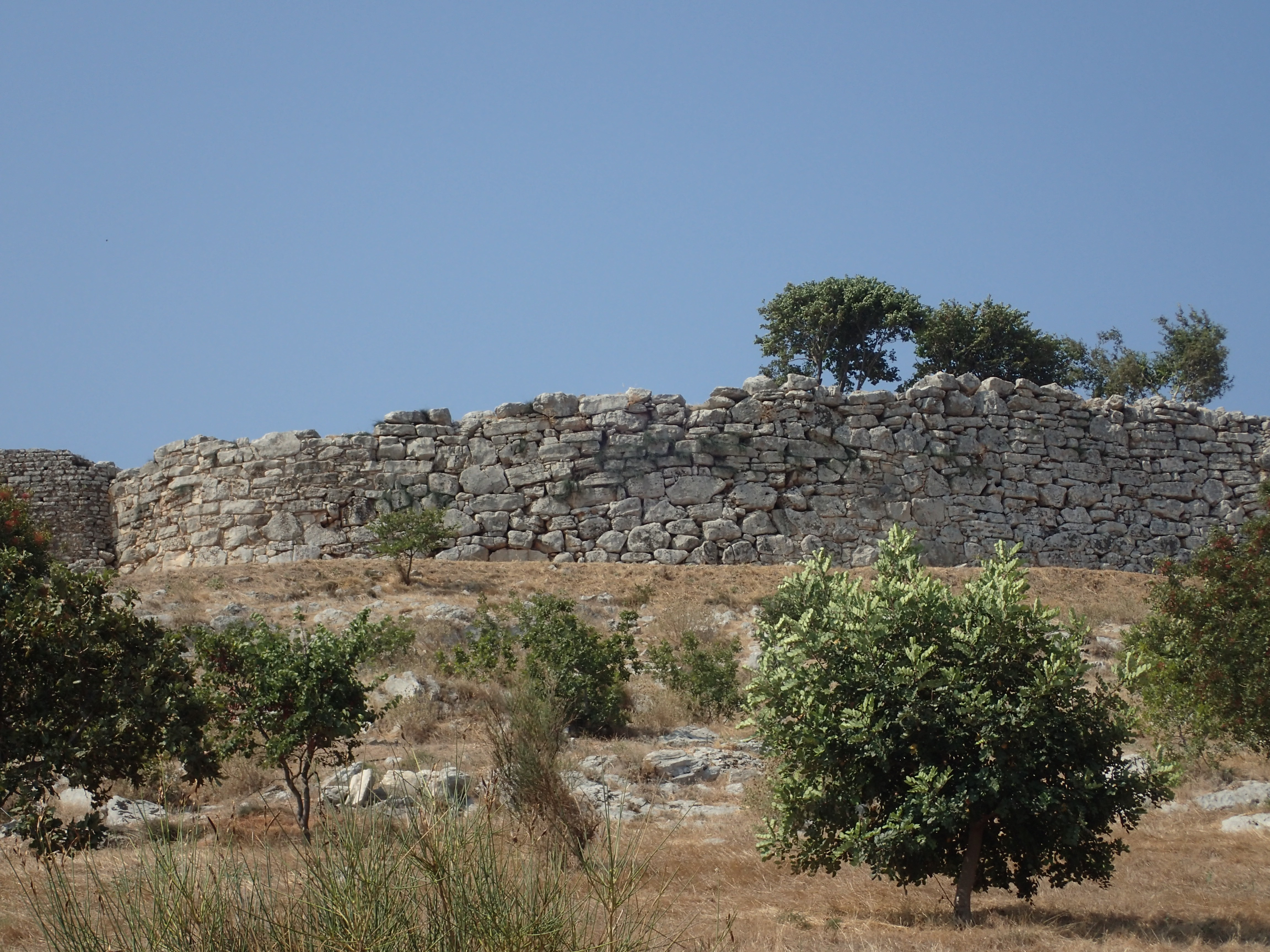
Teichos Dymaion – Teil der nördlichen Befestigungsmauer

Teichos Dymaion (altgriechisch Τεῖχος Δυμαίων ‚Mauer bzw. Festung der Dymaier‘), auch Kastro tis Kalogrias (griechisch Κάστρο της Καλόγριας) (‚Nonnenkastell‘) oder lokal to Kastro tou Nonnou genannt, ist eine vorgeschichtliche bis mittelalterliche Siedlung bzw. Festung am Kap Araxos auf dem Boden der Gemeinde Dytiki Achaia im Nordwesten der Peloponnes. Der in der modernen Forschung gebräuchliche Name „Teichos Dymaion“ wurde vermutlich schon in hellenistischer Zeit verwendet. Der Ort war bereits im 3. Jahrtausend v. Chr. von größerer Bedeutung und wurde bis in venezianische Zeit zumindest als Festung genutzt. Ihre größte Bedeutung hatte die Siedlung in spätmykenischer Zeit. Während dieser wurde um 1300 v. Chr. eine starke Befestigungsmauer errichtet, die auch noch in byzantinischer Zeit als Festungswerk genutzt und teilweise ausgebaut wurde. Benannt ist der Fundort nach dem in antiken Quellen belegten Namen einer Burg „Teichos Dymaion“, mit der die Akropolis identifiziert wird. In hellenistischer und römischer Zeit gehörte sie wahrscheinlich zum Territorium von Dyme.

## Geografische Lage
Teichos Dymaion liegt einige hundert Meter südlich des modernen Orts Araxos und rund einen Kilometer nordwestlich des Flughafens Araxos, am Nordrand der Prokopios-Lagune (Limni Strofilia), auf einem etwa 40–50 Meter hohen Hügel, der sich markant von der umliegenden Landschaft abhebt. Von diesem aus kann sowohl der Golf von Patras im Norden als auch das Meer in Richtung ionischer Inseln im Westen überblickt werden. Der Ort lag jedoch nicht nur strategisch günstig; Lagune und Seen, das Meer, gute Ackerböden, Wälder und Felsen in der Nähe boten sowohl ausreichend Nahrung als auch Baumaterial.

## Forschungsgeschichte
Erste systematische Ausgrabungen fanden von 1962 bis 1966 unter der Leitung von Efthymios Mastrokostas statt, der die Ergebnisse allerdings nur unvollständig in Vorberichten veröffentlichte und nie abschließend publizierte. Weitere Ausgrabungen erfolgten erst wieder zwischen 1998 und 2009 unter Lazaros Kolonas.

## Name
Teichos Dymaion wurde nach Polybios eine Burg der Siedlung, Region oder Polis Dyme genannt, die Euripas während des Bundesgenossenkriegs im Jahr 219 v. Chr. einnahm. Polybios’ Beschreibungen zur Lage dieser Festung passen sehr gut zum Fundort. Die Identifizierung mit diesem wurde durch den Fund eines Dachziegelfragments, das einen Stempel von Dyme trug, erhärtet. Daraus kann erschlossen werden, dass die Siedlung zum Gebiet von Dyme gehörte.

## Mythologie
Polybios gibt knapp eine Sage wieder, nach der Teichos Dymaion von Herakles erbaut wurde, als er Krieg gegen die Eleier führte, um es als Waffenplatz zu nutzen. Homer erwähnt die Siedlung in seinen Epen nicht, auch im Schiffskatalog der Ilias lässt sich kein genannter Ort mit ihr in Verbindung bringen, obwohl sie zu Zeiten Homers mit ihren mächtigen mykenischen Befestigungsmauern weithin sichtbar und möglicherweise bewohnt war. Die plausibelste Erklärung dafür ist nach Edzard Visser, dass Homer diese Region nicht gut kannte.

## Siedlungsgeschichte

### Bronzezeit
Bereits aus der letzten Phase des Neolithikums (4. Jahrtausend v. Chr.) gibt es auf dem Hügel Spuren menschlicher Aktivitäten. Eine erste größere Siedlung existierte im Frühhelladikum (ca. 3300–2000 v. Chr.). Schon zu jener Zeit scheint Handel mit weit entfernten Regionen betrieben worden zu sein: Ähnlich wie in Olympia wurden auch in Teichos Dymaion Gefäßfragmente entdeckt, die der Cetina-Kultur des westlichen Balkans zuzuordnen sind. Diese und weitere Befunde sprechen für Handelsbeziehungen mit dem zentralen und östlichen Mittelmeerraum zu jener Zeit.
Auch während des Mittelhelladikums (ca. 2000–1600 v. Chr.) blieb der Ort besiedelt. Im Laufe des Späthelladikums wuchs die Bedeutung von Teichos Dymaion. Ab dem Späthelladikum IIB (15. Jahrhundert v. Chr.) gehörte die Region zum mykenischen Kulturkreis, wie auch die deutliche Zunahme mykenischer Funde in Teichos Dymaion zeigt. Um 1300 v. Chr., als die Siedlung zu ihrer größten Blüte gelangt war, wurde der Siedlungshügel an drei Seiten durch eine mächtige Wehrmauer aus Zyklopenmauerwerk geschützt. Diese noch in größeren Teilen erhaltene Befestigung besaß drei Zugänge. Funde deuten auf starke Handelsaktivitäten, vor allem mit dem Westen, hin. So wurden u. a. Bronzegegenstände italischer Herkunft entdeckt, wie ein Griffzungendolch vom Typus Pertosa mit elfenbeinverkleidetem Griff aus dem frühen 12. Jahrhundert v. Chr., sowie Handgemachte Geglättete Keramik, die ihren Ursprung wahrscheinlich in Unteritalien hat. Andererseits weisen viele in Apulien und anderen Regionen Italiens gefundene mykenische Tongefäße starke Parallelen zu nordwest-peloponnesischen Stücken auf. Dies gilt sowohl für importierte als auch in Italien produzierte mykenische bzw. mykenisierende Keramik (sogenannte italo-mykenische Keramik). Auch nach einer Brandzerstörung während SH III C früh (ca. 1190/80–1150 v. Chr.) blieb der Ort besiedelt und stand weiter in regem Austausch mit dem Westen. Jedenfalls scheint Teichos Dymaion von den Umwälzungen, die viele andere Regionen, insbesondere die mykenischen Palastzentren, um 1200 v. Chr. schwer in Mitleidenschaft zogen, kaum betroffen gewesen zu sein oder sich zumindest sehr schnell erholt zu haben. Eine weitere Zerstörung trug sich am Ende der Periode SH III C (ca. Mitte des 11. Jahrhunderts v. Chr.) zu.
Im Gegensatz zu Pylos, Mykene, Athen, Theben usw. war Teichos Dymaion während der sogenannten mykenischen Palastzeit (14. und 13. Jahrhundert v. Chr.) nach ganz vorherrschender Meinung „sicherlich kein mykenischer Palast“, sondern ein „lokaler Fürstensitz“. Es wurden weder Linear-B-Schriftdokumente noch Fresken entdeckt, die für mykenische Paläste typisch sind, noch wurden Hinweise auf einen ausgedehnten Palastkomplex gefunden. Der westliche Teil Achaias gehörte wahrscheinlich zur sogenannten „mykenischen Peripherie“ der Palastzeit, d. h. zu den Regionen, in denen sich kein Palastzentrum entwickelte, das ein großes Territorium beherrschte und dieses stark organisiert zentralistisch verwaltete. Stattdessen bestanden in der sogenannten Peripherie wahrscheinlich eine Reihe von „Fürstensitzen“ auch während der mykenischen Palastzeit fort, die nur ein relativ kleines Gebiet beherrschten. Außer Teichos Dymaion sind im Westen Achaias weitere größere Siedlungen bekannt (z. B. Voundeni bei Patras) oder können durch große Nekropolen (z. B. die Nekropole von Kalamaki Elaiochorion) erschlossen werden.
Nach neueren Forschungsergebnissen blieb Teichos Dymaion auch nach der Zerstörung um die Mitte des 11. Jahrhunderts v. Chr. während der submykenischen und protogeometrischen Zeit (ca. 1050–900 v. Chr.) besiedelt.

### Geometrische bis byzantinische Zeit
Aus der geometrischen Periode stammt ein Altar, der mindestens bis in hellenistische Zeit für Kulthandlungen genutzt wurde. Allerdings scheint Teichos Dymaion vom 9. bis zum 5. Jahrhundert v. Chr., den bisherigen Ausgrabungsergebnissen nach zu urteilen, nicht dauerhaft bewohnt gewesen zu sein. Während der hellenistischen Zeit wechselte Teichos Dymaion mehrmals den Besitzer: Bei den Auseinandersetzungen zwischen dem Achaiischen und dem Aitolischen Bund im Rahmen des Bundesgenossenkriegs zwischen 220 und 217 v. Chr. wurde es durch den aitolischen General Euripidas eingenommen, dann aber kampflos dem makedonischen König Philipp V. übergeben, der es später wieder den Bewohnern Dymes zurückgab.
In römischer Zeit gehörte Teichos Dymaion zur Colonia Iulia Augusta Dumaeorum. Möglicherweise wurde es durch römische Kolonisten bewohnt, die in der weiteren Umgebung von Dyme siedelten. In byzantinischer Zeit war der Ort zeitweise relativ stark besiedelt; während der mittelbyzantinischen Zeit (10. bis 12. Jahrhundert) wurde die mykenische Mauer durch einige Anbauten, unter anderem einen Turm im Nordosten, verstärkt. Ferner wurde eine Mauer quer durch die Akropolis errichtet, die diese in zwei Hälften unterteilte. Spuren finden sich auch noch aus venezianischer Zeit, aus der sich auf der Akropolis einige Gräber fanden. Während des Zweiten Weltkriegs bezogen italienische Truppen in der Festung Stellung. Ihre Verteidigungsbauten verursachten Schäden an größeren Teilen der antiken Innenbebauung, die nicht mehr rückgängig gemacht werden können.

## Erforschte Bebauung

### Die mykenische Wehrmauer
Um ca. 1300 v. Chr. wurde die Siedlung durch eine Wehrmauer nach Nordwesten, Norden, Osten und Südosten hin geschützt. Der südwestliche Teil des Hügels ist durch die angrenzende Lagune und den steilen Abhang sehr gut natürlich geschützt und wurde nicht zusätzlich befestigt. Die Mauer bestand aus großen polygonalen Steinblöcken, die teilweise über 3,5 Tonnen wiegen, sowie kleinen Steinen zur Füllung der Zwischenräume. Sie erstreckt sich über eine Länge von etwa 295 Metern und ist 4,50 bis 5,50 Meter breit. An manchen Stellen ist sie noch bis zu einer Höhe von 8,40 Metern erhalten. Laut Polybios war sie in der Antike 30 Peches (30 antike Ellen = 13,80 Meter) hoch. Sie besaß drei Zugänge, der Hauptzugang („Haupttor“) lag im Südosten und hatte einen bastionsartigen Anbau, der schon bald nach Errichtung der Mauer gebaut wurde und die Verteidigung des Haupttors noch verstärkte. Diese „Bastion“ ist an der Nordostseite 8,80, an der Südostseite 9,80 Meter lang und weist eine Breite von 4,20 Metern auf. Ursprünglich bestand sie in voller Höhe aus der gleichen Bauweise wie die Mauer (Zyklopenmauerwerk). In byzantinischer Zeit stürzte ein großer Teil ein. Beim anschließenden Wiederaufbau der Bastion verwendete man oberhalb der noch erhaltenen Teile nun dünne Steinplasterplatten, Ziegelsteine und Kalkmörtel. Die Ecken wurden nun gerundet, die Ausmaße der alten Bastion blieben ansonsten aber erhalten.
Die Mauer wurde in der Antike mehrmals ausgebessert, u. a. im Norden durch mittelgroße Kalksteinblöcke, die ohne Mörtel angefügt wurden.

### Die Bebauung innerhalb der Mauer
Die Innenbebauung, insbesondere in antiker und vorgeschichtlicher Zeit, ist bisher nur in geringem Maße bekannt, da die Untersuchungen in den 1960ern nur unzureichend publiziert wurden und bei den Ausgrabungen zwischen 1998 und 2009 nur wenige Bereiche systematisch erforscht werden konnten.
Direkt ans (südöstliche) Haupttor angebaut befinden sich die Überreste eines Altars. Während Mastrokostas annahm, dass dieser in geometrischer Zeit entstand und erst von diesem Zeitpunkt an die Stelle als Kultplatz bis in hellenistische Zeit benutzt wurde, lassen neuere Funde darauf schließen, dass hier bereits spätestens in mykenischer Zeit – vor dem Bau des Altars – Kultaktivitäten betrieben wurden. Der Altar bestand aus einem Podest, welches von einer Krepis aus unbearbeiteten, hervorkragenden, auf einer bis zu 12 Zentimeter dicken Ausgleichsschicht liegenden Kalksteinplatten getragen wurde. Jede Stufe ist 0,28 bis 0,30 Meter hoch.
Hinter dem Altar befinden sich auf den großen Blöcken des Befestigungswerks Weihinschriften aus dem 4./3. Jahrhundert v. Chr. für verschiedene Gottheiten: Aphetos (Beiname des Apoll), Enyalios, Artemis und wahrscheinlich Aphrodite.
Die bisherigen Ausgrabungen innerhalb der Mauern konzentrierten sich vor allem auf den Nordosten der Siedlung sowie zuletzt auch den Bereich der nordwestlichen Befestigungsanlagen. Während aus der Jungsteinzeit hauptsächlich Keramik gefunden wurde, konnten aus dem Frühhelladikum auch Spuren von Gebäuden nachgewiesen werden. Gegen Ende des Späthelladikums, um 2000 v. Chr., wurde die Siedlung zerstört. Aus der folgenden mittelhelladischen Periode (ca. 2000–1600 v. Chr.) wurde vor allem Keramik zu Tage gefördert, jedoch nur geringe Spuren von Mauerfundamenten. In mykenischer Zeit war der Nordwestteil der Siedlung dicht bebaut. Es wurden Reste von einigen kleinen ein- oder zweiräumigen Gebäuden entdeckt, die zumindest teilweise als Lagerräume genutzt wurden. Zwischen diesen verliefen enge Gassen. Die mykenischen Siedlungsphasen in den beiden untersuchten Bereichen erstreckten sich über mehr als drei Jahrhunderte und deckten mindestens die beiden letzten mykenischen Phasen (Späthelladisch III B und C, ca. 1300–1040 v. Chr.) komplett ab. Nach einer Brandzerstörung im frühen 12. Jahrhundert v. Chr. wurde die Siedlung sofort wieder aufgebaut. Erst nach einer weiteren Zerstörung um die Mitte des 11. Jahrhunderts v. Chr., am Ende der mykenischen Zeit, wurde der Ort möglicherweise zeitweilig aufgegeben und ab dem 9. Jahrhundert v. Chr. für Jahrhunderte nur noch sporadisch oder zumindest nicht mehr so stark genutzt. Aus hellenistischer Zeit (323–146 v. Chr.) stammen dann wieder einige Gebäudereste und viel Keramik u. a. aus dem Bereich nordwestlich des Haupttors.
In byzantinischer Zeit wurde nicht nur die Wehrmauer ausgebessert, sondern auch eine neue Mauer errichtet, die den Hügel in zwei Teile unterteilt. Der Zweck dieser Maßnahme ist noch unklar. Aus venezianischer Zeit fanden sich Spuren von Gräbern.

## Umgebung
Südlich des Siedlungshügels wurden einige Gebäudereste sowie mykenische Keramik gefunden. Diese Siedlung ist wahrscheinlich mit Teichos Dymaion direkt zu verbinden.